# グラーム・ムイーヌッディーン・ハーン
グラーム・ムイーヌッディーン・ハーン（Ghulam Muin ud-din Khan, 生年不詳 - 1843年10月3日）は、北インド、アフガン系ローヒラー族の族長。

## 生涯
グラーム・ムイーヌッディーン・ハーンはローヒラー族の族長ザービター・ハーンの次男として生まれた。
1788年10月、兄グラーム・カーディル・ハーンとともにマハーダージー・シンディアにデリーを追われて逃げまわったが、その追撃は厳しく、翌年3月に兄は捕殺されてしまった。グラーム・ムイーヌッディーン・ハーンは族長の地位を継いだが、追撃から逃れるためにパンジャーブへと逃げざるを得ず、同時にナジーバーバードの支配も失った。
1812年、グラーム・ムイーヌッディーン・ハーンはイギリスの助力によりナジーバーバードへと戻り、同時に年5,000ルピーを与えられることとなった。
1843年10月3日、グラーム・ムイーヌッディーン・ハーンはナジーバーバードで死亡した。